# Автомагистрала D7 (Чехия)
D7 е магистрала в Чехия. Минава през окръг Кладно. Свързва Прага с Хомутов. Построена е през 1953. Участъците от единично пътно платно, преди затварянето на второто платно се считат за част от първокласен път 7. От 1 януари 2016 R7 стана магистрала D7.